# Leptometopa halteralis
Leptometopa halteralis är en tvåvingeart som först beskrevs av Daniel William Coquillett 1900.  Leptometopa halteralis ingår i släktet Leptometopa och familjen sprickflugor. Inga underarter finns listade i Catalogue of Life.